# معدل مستقبل انتقائي
في علم الأدوية، معدل المستقبل الانتقائي (بالإنجليزية: selective receptor modulator ومختصره SRM)‏ هو نوع من الأدوية له تأثيرات مختلفة على أنسجة مختلفة.
قد يكون معدل المستقبل الانتقائي دواء ناهضا في أنسجة معينة أو يكون ضادا في أنسجة أخرى. لذلك توصف معدلات المستقبلات الانتقائية بأنها أدوية انتقائية للنسيج (بالإنجليزية: tissue selective drugs)‏ أو أدوية ناهضة وضادة (بالإنجليزية: mixed agonists / antagonists)‏. هذه الانتقائية مختلفة عن بقية الأدوية التي تكون ناهضة أو ضادة بغض النظر عن النسيج.
علما أن معدلات مستقبل الإستروجين الانتقائية هو صنف الدواء الوحيد المتوفد حاليا في السوق الأمريكي.

## الأصناف
- معدل مستقبل إستروجين انتقائي
- معدل مستقبل بروجسترون انتقائي
- معدل مستقبل أندروجين انتقائي